# Julia Chuñil

Porträt von Julia Chuñil mit dem Satz „Wo ist Julia Chuñil?“

Julia Chuñil (geb. 1952; verschollen seit 8. November 2024 in Máfil, Región de Los Ríos) ist eine chilenische Umweltschützerin, die sich für die Landrechte der indigenen Mapuche einsetzt. Sie verschwand unter bislang ungeklärten Umständen; ihr Fall ist zu einem Symbol für die Konflikte um Landbesitz und den Schutz von Umweltschützern in ihrem Land geworden.

## Leben
Chuñil wurde 1952 in der Nähe von Máfil geboren und wuchs nach dem frühen Tod ihrer Mutter unter schwierigen Bedingungen bei einer Pflegefamilie auf. Als Jugendliche verließ sie diese Familie und zog nach Valdivia, wo sie durch den Verkauf von Kleidung und Lebensmitteln ihren Lebensunterhalt verdiente. Nach ihrer Rückkehr nach Máfil wurde sie 2014 zur Präsidentin der indigenen Gemeinschaft Putreguel gewählt, einer von der staatlichen Behörde Conadi anerkannten Gemeinschaft. Sie ist Mutter von fünf Kindern und Großmutter von zehn Enkelkindern.
Seit 2015 lebte Chuñil auf einem umstrittenen Landstück („Reserva Cora Número Uno-A“), das ursprünglich von der Conadi für eine andere Mapuche-Gemeinschaft gekauft wurde, die es jedoch nicht nutzte. Chuñil und ihre Gemeinschaft übernahmen daraufhin das Gelände zur Bewahrung des Naturwaldes und für kleinbäuerliche Landwirtschaft.

## Wirken
Chuñil setzte sich insbesondere für den Schutz der letzten verbliebenen Naturwälder in der Region um Máfil ein und protestierte gegen deren Abholzung zugunsten von Forstplantagen. Dabei erhielt sie regelmäßig Drohungen und Einschüchterungen, insbesondere seit 2018, nachdem der Unternehmer Juan Carlos Morstadt Anwandter Anspruch auf das Gebiet erhob und die Vertreibung der Gemeinschaft von dort vorantrieb.
Ihr Einsatz brachte ihr Anerkennung, aber auch Konflikte mit lokalen Unternehmern ein, die ein Interesse an wirtschaftlicher Nutzung der Wälder anmeldeten. Chuñil wurde zur Symbolfigur im Widerstand gegen Umweltzerstörung und die fortwährende Enteignung indigener Gebiete in Chile.
Am 8. November 2024 verschwand Julia Chuñil auf dem Gelände der Reserva Cora Número Uno-A, als sie mit ihrem Hund unterwegs war. Ihr Verschwinden löste umfassende Suchaktionen unter der Beteiligung der Polizei, Feuerwehr und freiwilliger Helfer aus. Präsident Gabriel Boric äußerte im Dezember 2024 öffentlich Besorgnis über ihren Fall und versprach die Intensivierung der Suche.
Chuñils Familie und Unterstützer werfen den Behörden mangelndes Engagement und einseitige Ermittlungen vor, da zunächst gegen ihre Familie ermittelt wurde, während der Unternehmer Morstadt Anwandter, der verdächtigt wird, sie bedroht zu haben, nicht nennenswert untersucht wurde.
Julia Chuñils Verschwinden führte zu massiven Protesten und einem erhöhten Druck auf die Regierung, den Schutz für Umweltschützer und Menschenrechtler gemäß dem Escazú-Abkommen ernsthaft umzusetzen.